# 林敏善
林敏善（1934年—），是一名游泳運動員，主攻中短距離自由式項目，台北市人。曾代表國家參加1954年亞洲運動會、1958年亞洲運動會。1958年，於東京舉辦的1958年亞洲運動會游泳比賽男子4×200公尺自由式接力比賽與孫克勤、李岑生、高嘉弘以9分39秒0的成績獲得銅牌。從選手身份退役後持續投身游泳運動，曾任中華民國游泳協會總幹事、秘書長，並當選國際游泳總會技術委員。